# Xã Lindaas, Quận Traill, Bắc Dakota
Xã Lindaas (tiếng Anh: Lindaas Township) là một xã thuộc quận Traill, tiểu bang Bắc Dakota, Hoa Kỳ. Năm 2010, dân số của xã này là 114 người.